# Saab 2000
Aeronava Saab 2000 este una dintre cele mai rapide aeronave cu elice (turboprop) existente, fiind capabilă să zboare la o viteză de peste 665 km/h (360 kt). Este o varianta alungită a aeronavei Saab 340.

## Proiectare și dezvoltare
Saab a decis să construiască modelul 2000 în Decembrie 1988 ca urmare a cererii pentru aeronave cu elice capabile să atingă viteze apropiate de cele cu jet dar care să aibă avantajele celor cu elice. Saab 2000 a zburat prima dată pe 26 martie 1992 și a intrat in serviciu în 1994, la câteva luni după certificarea ce către Joint Aviation Authorities în martie și Federal Aviation Administration în aprilie.
Saab 2000 are o lungime a aripilor cu 15% mai mare decât Saab 340, și fiind cu 7,55m mai lung poate transporta până la 50 pasageri. Modelul 2000 a fost primul avion comercial propulsat de motoare Rolls-Royce AE 2100 si elice Dowty Rotol. Câte un motor a fost montat pe fiecare aripă, ca și la 340, dar cu motoarele montate mai departe de fuzelaj decât la 340.

## Producție și serviciu
Vânzările lui Saab 2000 au fost limitate. Clientul major inițial a fost Crossair, o companie regională al cărei acționar majoritar era Swissair. Crossair a achiziționat 34 aeronave. Din cauza cererii scăzute Saab a oprit producția modelului 2000 în anul 1999.
În anul 2000, 54 aeronave Saab 2000 erau în serviciu. Motivul principal pentru vânzările scăzute a fost succesul aeronavelor low-cost nou introduse ca Bombardier CRJ și Embraer ERJ 145 care oferă performanțe și confort superioar la un preț inițial similar. Unele companii mai mici au cumpărat 2000-ul la un preț mai mic și îl folosesc pe rute cu un număr redus de pasageri.
Cu rezervoarele pline (4.250 kg de combustibil) și încărcătura utilă maximă (5.900 kg), Saab-ul 2000 poate zbura 1.300 de kilometri. Din cele puțin peste 50 de aeronave Saab 2000 construite vreodată, cele mai multe sunt operate de către SC Carpatair SA, în număr de 14.

## Incidente și accidente
- 28 februarie 2009, o aeronavă a companiei Carpatair care efectua o cursă de serie între Chișinău și Timișoara, cu 47 de pasageri și 4 membrii ai echipajului, a fost nevoită să efectueze o aterizare doar pe trenul de aterizare principal, deoarece jamba din față n-a ieșit. Din incident nu au rezultat victime.[2]